# Levesbetét
A levesbetét a levesben lévő alapanyagokon kívül belefőzött jellemző nyersanyag, vagy készítmény (pl. tésztafélék, rizs, burgonyagombóc), amely fokozza a leves telítőértékét, energia- és tápanyagtartalmát, növeli élvezeti értékét. Egyeseket közvetlenül a levesbe főzik, például a csipetkét, galuskát vagy a görcstésztát, míg másokat külön főznek ki, és csak közvetlenül a tálalás előtt teszik a levesbe – daragaluska, májgaluska –, de vannak olyan levesbetétek is, amelyeket külön tálalnak a leveshez, hogy mindenki tetszése szerint vegyen belőle, ilyen például a pirított zsemlekocka.
A levesbetétként használt gyúrt tészták – finommetélt, kis kocka, eperlevél stb. – és a csipetke, galuska készítéséhez mindig csak annyi lisztet használnak, amennyit a tojás felvesz, vizet nem adnak hozzá, így a tészta nem ázik el a levesben. A készen vett levestészták közül a 8 tojásos megjelölésű az, amely csak tojással, víz nélkül készül.
Nagyobb mennyiségű leves elkészültekor, pl. húslevest, a levesbetétet csak annyi leszűrt levesbe főzik bele, amennyi egyszeri étkezésnél el is fogy, az üres leves ugyanis jobban eltartható. Azonkívül a tésztafélék állás közben sok levet felszívnak, így a következő étkezésre a leves túl sűrű lenne. Ha a szükségesnél kevesebb a leves, és dara- vagy májgaluskát, zsemle- vagy egyéb gombócot kívánnak belefőzni, akkor egy-két kanál ételízesítővel ízesített vízben külön főzik azt ki. Főzővizét a leves szaporítására, vagy valamilyen más étel feleresztésére is felhasználják. (pl.: rántott leves)